# Nazca (bướm đêm)
Nazca là một chi bướm đêm thuộc họ Geometridae.